# Skenea catenoides
Skenea catenoides là một loài ốc biển, là động vật thân mềm chân bụng sống ở biển thuộc họ Skeneidae.

## Hình ảnh

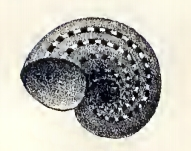
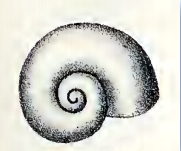